# Дорадо, Наталия
Наталия Дорадо Гомес (исп. Natalia Dorado Gómez; род. 25 февраля 1967, Мадрид) — испанская хоккеистка на траве, полевой игрок. Олимпийская чемпионка 1992 года, участница летних Олимпийских игр 1996 года, серебряный призёр чемпионата Европы 1995 года.

## Биография
Мариви Гонсалес родилась 25 февраля 1967 года в испанском городе Мадрид.
Играла в хоккей на траве за «Де Кампо» из Мадрида.
В 1986 году в составе женской сборной Испании участвовала в чемпионате мира в Амстелвене, где испанки заняли 11-е место. Забила 1 мяч.
В 1990 году участвовала в чемпионате мира в Сиднее, где испанки заняли 5-е место. Забила 1 мяч.
В 1992 году вошла в состав женской сборной Испании по хоккею на траве на летних Олимпийских играх в Барселоне и завоевала золотую медаль. Играла в поле, провела 5 матчей, забила 1 мяч в ворота сборной Южной Кореи.
В 1990 году участвовала в чемпионате мира в Сиднее, где испанки заняли 8-е место. Забила 2 мяча.
В 1995 году завоевала серебряную медаль чемпионата Европы в Амстелвене.
В 1996 году вошла в состав женской сборной Испании по хоккею на траве на летних Олимпийских играх в Атланте, занявшей 8-е место. Играла в поле, провела 5 матчей, забила 1 мяч в ворота сборной Великобритании.